# Екраммвіль
Екраммві́ль (фр. Écrammeville) — колишній муніципалітет у Франції, у регіоні Нормандія, департамент Кальвадос. Населення — 199 осіб (2011).
Муніципалітет був розташований на відстані близько 250 км на захід від Парижа, 45 км на захід від Кана.

## Історія
До 2015 року муніципалітет перебував у складі регіону Нижня Нормандія. Від 1 січня 2016 року належав до нового об'єднаного регіону Нормандія.
1-1-2017 Екраммвіль, Еньєрвіль, Форміньї i Лув'єр було об'єднано в новий муніципалітет Форміньї-Ла-Батай.

## Демографія
Динаміка населення (INSEE ):
Розподіл населення за віком та статтю (2006):
| Стать | Всього | До 15 років | 15-24 | 25-44 | 45-64 | 65-85 | Понад 85 |
| --- | ------ | ----------- | ----- | ----- | ----- | ----- | -------- |
| Чоловіки | 92     | 20          | 8     | 16    | 24    | 24    | 0        |
| Жінки | 100    | 12          | 16    | 24    | 24    | 24    | 0        |
| \| Статево-вікова піраміда \| Статево-вікова піраміда \| Статево-вікова піраміда \| \| ----------------------- \| ----------------------- \| ----------------------- \| \| Чоловіки \| Вік \| Жінки \| \| 0 \| 85 + \| 0 \| \| 0 \| 80-84 \| 4 \| \| 4 \| 75-79 \| 8 \| \| 12 \| 70-74 \| 4 \| \| 8 \| 65-69 \| 8 \| \| 12 \| 60-64 \| 8 \| \| 0 \| 55-59 \| 8 \| \| 0 \| 50-54 \| 0 \| \| 12 \| 45-49 \| 8 \| \| 0 \| 40-44 \| 4 \| \| 4 \| 35-39 \| 0 \| \| 12 \| 30-34 \| 8 \| \| 0 \| 25-29 \| 12 \| \| 0 \| 20-24 \| 4 \| \| 8 \| 15-20 \| 12 \| \| 4 \| 10-14 \| 0 \| \| 12 \| 5-9 \| 4 \| \| 4 \| 0-4 \| 8 \| |        |             |       |       |       |       |          |
| Статево-вікова піраміда |        |             |       |       |       |       |          |
| Чоловіки | Вік    | Жінки       |       |       |       |       |          |
| 0 | 85 +   | 0           |       |       |       |       |          |
| 0 | 80-84  | 4           |       |       |       |       |          |
| 4 | 75-79  | 8           |       |       |       |       |          |
| 12 | 70-74  | 4           |       |       |       |       |          |
| 8 | 65-69  | 8           |       |       |       |       |          |
| 12 | 60-64  | 8           |       |       |       |       |          |
| 0 | 55-59  | 8           |       |       |       |       |          |
| 0 | 50-54  | 0           |       |       |       |       |          |
| 12 | 45-49  | 8           |       |       |       |       |          |
| 0 | 40-44  | 4           |       |       |       |       |          |
| 4 | 35-39  | 0           |       |       |       |       |          |
| 12 | 30-34  | 8           |       |       |       |       |          |
| 0 | 25-29  | 12          |       |       |       |       |          |
| 0 | 20-24  | 4           |       |       |       |       |          |
| 8 | 15-20  | 12          |       |       |       |       |          |
| 4 | 10-14  | 0           |       |       |       |       |          |
| 12 | 5-9    | 4           |       |       |       |       |          |
| 4 | 0-4    | 8           |       |       |       |       |          |

## Економіка
2010 року серед 111 осіб працездатного віку (15—64 років) 66 були активними, 45 — неактивними (показник активності 59,5%, у 1999 році було 69,5%). З 66 активних мешканців працювала 61 особа (31 чоловік та 30 жінок), безробітними було 5 (3 чоловіки та 2 жінки). Серед 45 неактивних 12 осіб було учнями чи студентами, 23 — пенсіонерами, 10 були неактивними з інших причин.

У 2010 році в муніципалітеті числилось 81 оподатковане домогосподарство, у яких проживали 209,5 особи, медіана доходів виносила 16 843 євро на одного особоспоживача